# Tithaeus lesserti
Tithaeus lesserti is een hooiwagen uit de familie Tithaeidae. De originele naamcombinatie (protoniem) is Tithaeus lesserti Roewer, 1949. De huidige (vanaf 2023) geldig wetenschappelijke naam van Tithaeus lesserti Gaat terug op Carl Frederick Roewer.